# Sioux City
Sioux City – miasto w Stanach Zjednoczonych, w stanie Iowa, przy ujściu rzeki Big Sioux do Missouri, siedziba administracyjna hrabstwa Woodbury. Około 85 tys. mieszkańców.